# Pavle Jurišić Šturm
Pavle Jurišić Šturm (cirílico serbio: Павле Јуришић Штурм), nacido como Paulus Eugen Sturm, fue un general serbio de origen sorbio, mejor conocido por comandar el 3.er ejército serbio en la Primera Guerra Mundial.

## Biografía
Paulus Eugen Sturm nació el 22 de agosto de 1848 en Görlitz, Silesia prusiana, de origen étnico sorbio. Se mudó con su hermano a Serbia y se unió al ejército serbio. Šturm se convirtió en uno de los comandantes más importantes del ejército serbio durante la Primera Guerra Mundial, especialmente durante sus dos primeros años, cuando su 3.er ejército fue el principal apoyo del 2.º ejército durante la batalla de Cer (agosto de 1914), o para el 1.er ejército durante la batalla de Kolubara (noviembre a diciembre de 1914).
Él y su hermano Eugene (Evgenije) se graduaron en la academia militar real prusiana en Breslau (Breslavia) y participaron en la guerra franco-prusiana de 1870-1871. Más tarde renunciaron a sus cargos y se trasladaron al Principado de Serbia, antes de la guerra serbio-otomana (1876-1878), para dar conferencias en la Academia Militar serbia en Belgrado. Con el estallido de la guerra, los dos hermanos se unieron al ejército serbio como voluntarios. Pavle también luchó en la guerra serbo-búlgara (1885) como comandante de un regimiento.
Le gustaba Serbia y se casó con una mujer serbia. Para naturalizarse, cambió su nombre a Pavle Jurišić-Šturm en 1876, siendo Pavle un cognado de Paulus y Jurišić derivado de una traducción modulada de la palabra "carga" (sturm en alemán, juriš en serbio). Mantuvo su apellido alemán como alias ("Šturm").
En las Guerras de los Balcanes (1912-13) fue general de la División Drina, que se distinguió en la Batalla de Kumanovo, tras la cual fue ascendido al rango de general.
Como comandante del Tercer Ejército Serbio, participó en todas las batallas importantes en el teatro serbio en la Primera Guerra Mundial, desde Cer y Kolubara, luego se retiró sobre la helada Albania y la participación del ejército serbio en el frente de Salónica. Aquí, su ejército luchó en la batalla de Kajmakcalan, sufriendo muchas bajas. Después de esta batalla, Sturm fue reemplazado al frente del Tercer Ejército por Miloš Vasić en octubre de 1916. Fue enviado a Rusia para ayudar al comandante del Cuerpo de Voluntarios Serbios. A principios de 1917, regresó vía Japón a Salónica, donde fue nombrado Canciller de la Orden de la Corona, cargo que ocupó hasta el final de la guerra. 
Después de los años de paz que siguieron, Šturm permaneció en Serbia y permaneció en su ejército con el rango de general. Murió en 1922 en su casa de Belgrado. 
Šturm fue condecorado con la Orden de la Estrella de Karađorđe, la Orden del Águila Blanca y condecoraciones aliadas de la Orden de la Corona de Italia, la Orden de San Jorge, la Orden de la Corona belga, la Legión de Honor y la Orden de San Miguel y San Jorge. Posiblemente la más valiosa fue la Orden de las Flores de Paulownia en la Gran Cruz, condecorada personalmente por el emperador japonés. También fue portador de la Orden de la Cruz de Hierro, 2.ª clase, y de la Orden Austriaca de Leopoldo. 
Fue considerado uno de los mayores comandantes de la Primera Guerra Mundial y uno de los mejores comandantes de la historia de la guerra serbia.

## Condecoraciones
| Condecoraciones militares serbias     |                                                                     |
|                                       | Orden de la Estrella con Espadas de Karađorđe, Gran Oficial         |
|                                       | Orden de la Estrella con Espadas de Karađorđe, Comandante           |
|                                       | Orden de la Estrella con Espadas de Karađorđe, Oficial              |
|                                       | Orden de la Estrella de Karađorđe, Oficial                          |
|                                       | Orden del Águila Blanca, Gran Oficial                               |
|                                       | Orden del Águila Blanca, Comandante                                 |
|                                       | Orden del Águila Blanca, Oficial                                    |
|                                       | Orden del Águila Blanca, Caballero                                  |
|                                       | Orden de Miloš el Grande, Oficial                                   |
|                                       | Orden de la Cruz de Takovo, Gran Oficial                            |
|                                       | Orden de la Cruz de Takovo, Comandante                              |
|                                       | Orden de la Cruz de Takovo con espadas, Oficial                     |
| Medallas al servicio serbio           |                                                                     |
|                                       | Medalla a la Valentía, Oro                                          |
|                                       | Medalla a la Valentía, Plata                                        |
|                                       | Medalla virtudes militares                                          |
|                                       | Medalla al servicio devoto                                          |
|                                       | Medalla de Guardia                                                  |
|                                       | Medalla conmemorativa de las guerras con Turquía 1876-1878          |
|                                       | Medalla conmemorativa de la guerra con Bulgaria 1885                |
|                                       | Medalla Conmemorativa de la Primera Guerra de los Balcanes          |
|                                       | Medalla Conmemorativa de la segunda guerra de los Balcanes          |
|                                       | Medalla Conmemorativa de la Primera Guerra Mundial                  |
|                                       | Medalla Conmemorativa de la Campaña de Albania                      |
| Premios Internacionales y Extranjeros |                                                                     |
|                                       | Orden de Leopoldo, Caballero (Austria-Hungría )                     |
|                                       | Orden de Francisco José, Cruz de Caballero (Austria-Hungría)        |
|                                       | Orden de la Corona, Caballero de la Gran Cruz (Bélgica)             |
|                                       | Legión de Honor, Gran Oficial (Francia)                             |
|                                       | Orden del Redentor, Comendador (Grecia)                             |
|                                       | Orden de la Corona de Italia, Caballero Gran Cruz (Italia)          |
|                                       | Orden de las Flores de Paulownia (Japón)                            |
|                                       | Orden de Osmaniye, 3.ª clase (Imperio Otomano)                      |
|                                       | Orden de los Medjidie, 1.ª clase (Imperio Otomano)                  |
|                                       | Orden de la Cruz de Hierro, 2.ª clase (Prusia)                      |
|                                       | Orden de San Estanislao con Espadas, 3.ª clase (Imperio Ruso)       |
|                                       | Orden de San Jorge, cuarta clase (Imperio Ruso)                     |
|                                       | Orden de Santa Ana, 1.a clase (Imperio Ruso)                        |
|                                       | Orden de San Miguel y San Jorge, Caballero Comandante (Reino Unido) |